# Agromyza proxima
Agromyza proxima är en tvåvingeart som beskrevs av Spencer 1969. Agromyza proxima ingår i släktet Agromyza och familjen minerarflugor. Inga underarter finns listade i Catalogue of Life.